# 9 марта
9 марта — 68-й день года (69-й в високосные годы) по григорианскому календарю.
До конца года остаётся 297 дней.
До 15 октября 1582 года — 9 марта по юлианскому календарю, с 15 октября 1582 года — 9 марта по григорианскому календарю.
В XX и XXI веках соответствует 24 февраля по юлианскому календарю в невисокосные годы, 25 февраля в високосные годы.

## Праздники и памятные дни
См. также: Категория:Праздники 9 марта

### Общественные
- Всемирный день диджея.

### Национальные
- Ливан — День учителя.

### Религиозные

#### Католицизм
- Память святой Екатерины Болонской;
- память святого Пакиана Барселонского;
- память святителя Григория Нисского;
- память святой Франчески Римской.

#### Православие[2][3]
Примечание: указано для невисокосных лет, в високосные годы список иной, см. 10 марта.
- Первое (IV) и второе (452) обре́тение главы Иоанна Предтечи;
- память преподобного Еразма Печерского (ок. 1160).

### Именины
- Католические: Григорий, Екатерина, Пакиан, Франческа.
- Православные: Еразм, Иван[2][3]. (Примечание: указано для невисокосных лет, в високосные годы список иной[1], см. 8 марта.)

## События
См. также: Категория:События 9 марта

### До XIX века
- 1074 — Папа римский Григорий VII отлучил от церкви всех вступивших в брак священников.
- 1230 — болгарский царь Иван Асень II в битве при Клокотнице разбил войска императора Феодора Комнина и пленил его с семьёй и частью войска.
- 1309 — Папа римский Климент V поселился в доминиканском монастыре в Авиньоне (Франция), где резиденция пап сохранилась до 1377 года.
- 1500 — ушла в море португальская экспедиция из 13 кораблей Бартоломео Диаша и Педру Кабрала под командованием Васко да Гамы.
- 1617 — Русско-шведская война 1614—1617 завершена заключением Столбовского мира, по которому Новгород был возвращён России.
- 1765 — посмертно признан невиновным торговец Жан Калас, ранее несправедливо осуждённый и казнённый по обвинению в убийстве сына (оправдан вследствие кампании, инициированной Вольтером).
- 1776 — философ и экономист Адам Смит выпустил труд о богатстве наций.
- 1796 — бракосочетание Наполеона Бонапарта и Жозефины Богарне.
- 1797 — в Санкт-Петербурге заложен Михайловский замок.

### XIX век

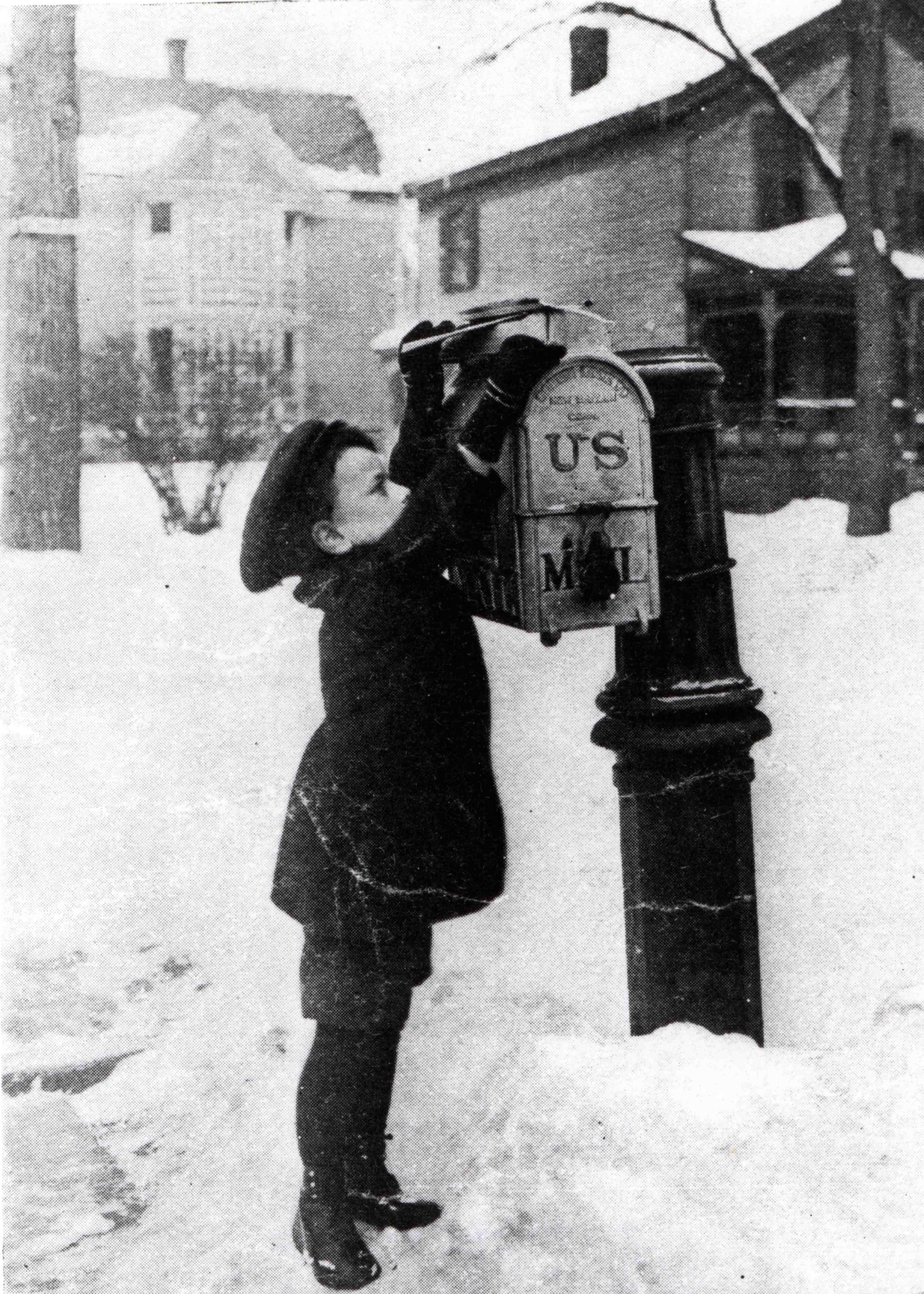
Почтовый ящик

- 1804 — Франция официально передала Луизиану Соединённым Штатам Америки.
- 1814 — первый день сражения при Лаоне.
- 1822 — Чарльз Грэм из Нью-Йорка получил патент на искусственные зубы.
- 1831 — в Алжире основан Иностранный легион. После обретения Алжиром независимости (1962) его штаб-квартира была переведена в Париж.
- 1847 — высадка американской армии у Веракруса. Начало Мексиканской кампании Скотта.
- 1858 — житель Филадельфии Альберт Поттс запатентовал уличный почтовый ящик.
- 1891 — Александр III подписал именной высочайший указ, данный министру путей сообщений, о строительстве Транссибирской железной дороги[4].

### XX век
- 1901 — в «Церковных ведомостях» 24 февраля (по Юлианскому календарю) опубликовано Определение Святейшего Синода от 21-22 февраля (по Юлианскому календарю) 1901 года об отлучении Льва Толстого от Русской православной церкви.
- 1908 — основан футбольный клуб «Интернационале» (Милан).
- 1918
  - В Минске провозглашено создание независимой Белорусской Народной республики.
  - Центральная Рада Украины возвращена в Киев.
- 1919
  - В Петрограде у Московских Триумфальных ворот открыт памятник Дж. Гарибальди (скульптор К. Зале).
  - В первом после мировой войны международном футбольном матче сборные Франции и Бельгии разошлись миром — 2:2.
- 1924 — Италия провела аннексию независимого города Риеки.
- 1930 — в Киеве начался суд над представителями интеллигенции, обвиняющимися в создании Союза освобождения Украины.
- 1932 — вступил в должность Верховный правитель государства Маньчжоу-го — Пу И.
- 1933 — в США отменён золотой стандарт.
- 1937 — Московский телецентр на Шаболовке осуществил первую в СССР опытную передачу электронного телевидения в эфир.
- 1945 — начало военных действий японцев против французов на территории Вьетнама
- 1948 — на циклотроне в Калифорнии удаётся получить мезоны.
- 1951 — Югославия опубликовала «Белую книгу» с обвинениями в адрес СССР.
- 1953 — в Москве на похоронах И. В. Сталина в результате давки погибли сотни людей, пришедших проститься с «вождём народов».
- 1956
  - Британские власти депортировали на Сейшельские Острова архиепископа Макариоса и трёх других киприотов за поддержку движения за независимость Кипра от Великобритании.
  - ВС СССР по приказу Никиты Хрущёва подавили демонстрацию в Тбилиси[5].
- 1959 — в Нью-Йорке на ярмарке игрушек продемонстрирована новинка — кукла по имени Барби.
- 1960 — американский врач и пионер в области почечного диализа Белдинг Скрибнер впервые имплантировал пациенту изобретённый им шунт
- 1961 — Далай-лама обратился в ООН с призывом восстановить независимость Тибета.
- 1964 — с конвейера сошёл первый «Ford Mustang» — основатель класса небольших спортивных автомобилей «Pony Car».
- 1966 — правительство Франции заявило о выходе страны из военной организации НАТО.
- 1972 — рабочему поселку Нижневартовск присвоен статус города.
- 1977 — в США и Канаде запрещено использование сахарина в пище и медикаментах.
- 1990 — в Берлине начались переговоры об объединении Германии.

### XXI век
- 2001 — массовые акции протеста в Киеве в рамках акции «Украина без Кучмы»
- 2010 — верхняя палата парламента Индии большинством голосов одобрила законопроект, согласно которому треть мест в национальном парламенте должна быть предоставлена женщинам[6].
- 2011 — шаттл «Дискавери» завершил свою 27-летнюю карьеру, совершив успешное последнее приземление в космическом центре имени Кеннеди во Флориде[7][8].
- 2022 — ВС РФ нанесли авиаудар по больнице №3 г. Мариуполь, погибло 5 человек, было ранено не менее 17 человек.
- 2023 — стрельба в Гамбурге, 8 погибших.
- 2024 — В штате Юта сменили флаг.

## Родились
См. также: Категория:Родившиеся 9 марта

### До XIX века
- 1285 — Император Го-Нидзё (ум. 1308), 94-й император Японии, правивший с 3 марта 1301 по 10 сентября 1308.
- 1454 — Америго Веспуччи (ум. 1512), флорентийский мореплаватель, именем которого названа Америка.
- 1564 — Давид Фабрициус (ум. 1617), немецкий астроном и пастор.
- 1737 — Йозеф Мысливечек (ум. 1781), чешский композитор и дирижёр.
- 1749 — Оноре Мирабо (ум. 1791), деятель Великой французской революции, знаменитый политик и оратор.
- 1753 — Жан-Батист Клебер (ум. 1800), французский генерал, участник Революционных и Наполеоновских войн, главнокомандующий французской армией в Египте.
- 1758 — Франц Йозеф Галль (ум. 1828), австрийский врач и анатом, основатель френологии.
- 1763 — Уильям Коббет (ум. 1835), английский публицист и историк.

### XIX век
- 1814 — Тарас Шевченко (ум. 1861), украинский поэт и художник.
- 1824 — Леланд Стэнфорд (ум. 1893), американский политик, 8-й губернатор Калифорнии, промышленник и предприниматель. Основатель Стэнфордского университета.
- 1845 — Николай Кутейников (ум. 1906), генерал-лейтенант по Адмиралтейству, российский военно-морской деятель, учёный-кораблестроитель.
- 1852 — Владимир Наливкин (ум. 1918), глава Туркестанского комитета Временного правительства, автор первых русско-узбекских и русско-персидских словарей.
- 1860 — Порфирий Бахметьев (ум. 1913), русский физик-изобретатель и биолог-экспериментатор.
- 1865 — Николай Мещеряков (ум. 1942), российский и советский историк литературы и общественного движения, критик, публицист, деятель советской печати.
- 1871 — Сергей Аскольдов (настоящая фамилия — Алексеев; ум. 1945), русский религиозный философ, спиритуалист и панпсихист.
- 1874 — Вилис Плудонис (ум. 1940), латышский поэт.
- 1876 — Филипп Голощёкин (наст. имя Шая Ицикович; расстрелян в 1941), российский революционер, большевистский и советский деятель, один из организаторов расстрела царской семьи.
- 1877 — Эмиль Абдергальден (ум. 1950), немецкий биохимик и физиолог.
- 1879 — Агнес Мигель (ум. 1964), немецкая поэтесса и прозаик.
- 1885 — Тамара Карсавина (ум. 1978), русская балерина.
- 1887 — Фриц Ленц (ум. 1976), немецкий генетик, член нацистской партии и влиятельный специалист по евгенике в нацистской Германии.

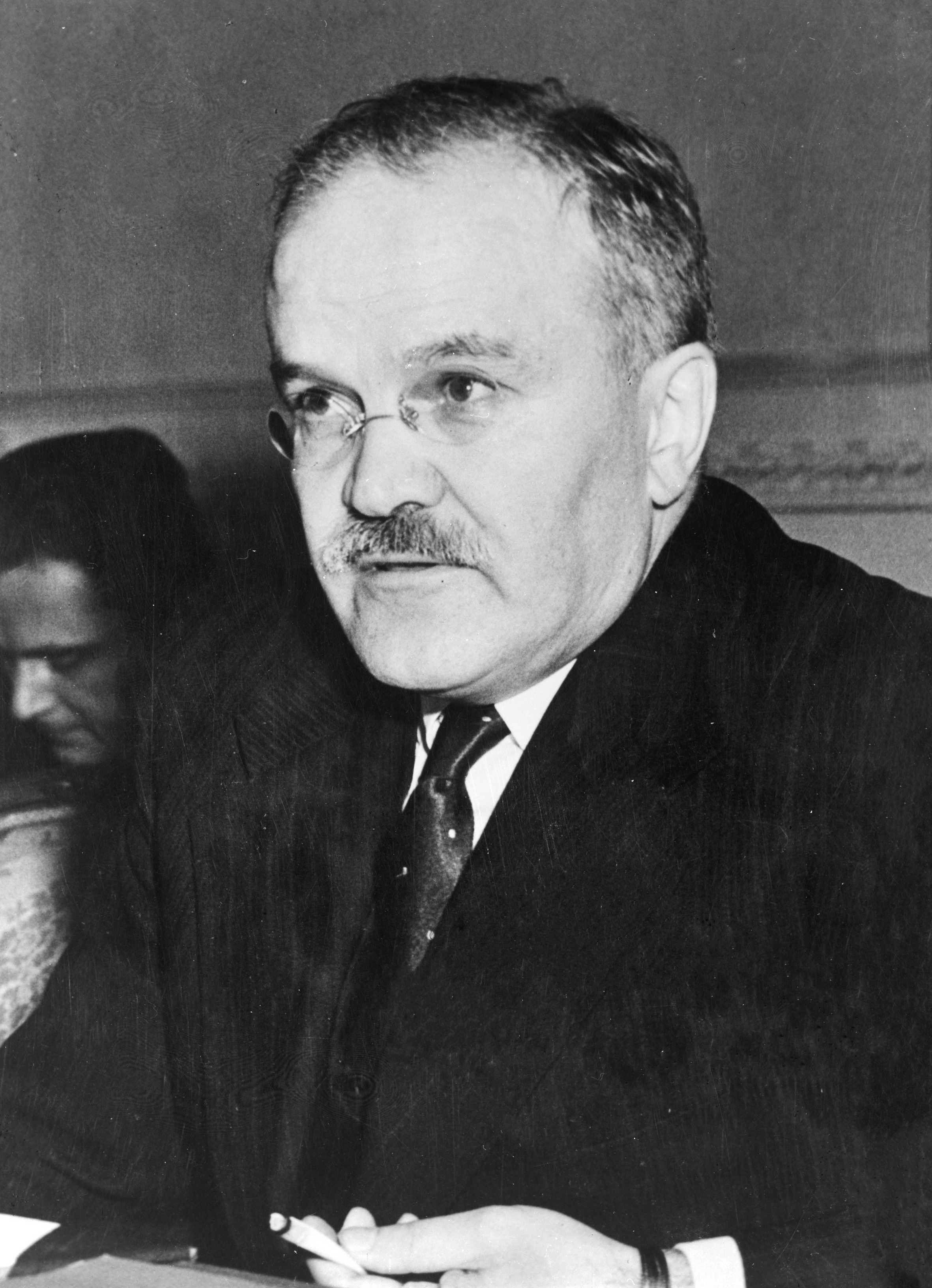
Вячеслав Молотов

- Вячеслав Молотов1890 — Вячеслав Молотов (ум. 1986), советский политический и государственный деятель, Герой Социалистического Труда.
- 1891 — Хосе Лаурель (ум. 1959), филиппинский политик, президент Филиппин.
- 1892
  - Матьяш Ракоши (ум. 1971), венгерский правитель (1945—1956).
  - Вита Сэквилл-Уэст (ум. 1962), английская писательница, поэтесса.
- 1894 — Роман Сушко (ум. 1944), военный и политический деятель УНР и ОУН, полковник Сечевых стрельцов, командир созданного вермахтом Украинского легиона (1939—1941).
- 1900
  - Говард Эйкен (ум. 1973), американский математик и инженер, создатель первых электромеханических вычислительных машин.
  - Томислав II (при рожд. Аймоне ди Торино; ум. 1948), король Независимого государства Хорватия (1941—1943) из Савойской династии.

### XX век
- 1902 — Луис Барраган (ум. 1988), мексиканский архитектор, лауреат Притцкеровской премии (1980).
- 1907 — Мирча Элиаде (ум. 1986), румынский писатель, историк религий и исследователь мифологии.
- 1908
  - Тарас Боровец (ум. 1981), украинский националист, руководитель Полесской Сечи (бульбовцев).
  - Леонид Кмит (ум. 1982), актёр театра и кино, Петька в фильме «Чапаев», народный артист РСФСР (1968).
- 1909 — Евгений Пономаренко (ум. 1994), украинский актёр театра и кино, народный артист СССР.
- 1910
  - Александр Константинов (ум. 1994), полковник погранвойск КГБ СССР, Герой Советского Союза.
  - Сэмюэл Барбер (ум. 1981), американский композитор.
- 1914 — Александр Феклисов (ум. 2007), сотрудник советской внешней разведки, в 1940-е гг. добывавший в США информацию об атомном оружии, Герой Российской Федерации.
- 1915 — Джонни Джонсон (ум. 2001), самый результативный английский лётчик-ас Второй мировой войны.
- 1918
  - Джордж Линкольн Рокуэлл (ум. 1967), американский политический деятель, расист и антисемит, основатель Американской нацистской партии.
  - Микки Спиллейн (ум. 2006), американский писатель, автор популярных детективов.
- 1922 — Иэн Тёрботт (ум. 2016) — британский государственный и колониальный деятель, администратор и губернатор Гренады.
- 1923
  - Андре Курреж (ум. 2016), французский модельер, основатель модного дома своего имени.
  - Вальтер Кон (ум. 2016), американский физик-теоретик австрийского происхождения, лауреат Нобелевской премии по химии (1998).
- 1925
  - Валентина Ушакова (ум. 2012), советская актриса театра и кино, «королева эпизода».
  - Тамара Нижникова (ум. 2018), белорусская оперная певица, народная артистка СССР, профессор Белорусской консерватории.
  - Джек Смайт (ум. 2003), американский режиссёр театра и кино, продюсер.
- 1929
  - Зиллур Рахман (ум. 2013), бангладешский политический и государственный деятель, президент Бангладеш.
  - Десмонд Хойт (ум. 2002), гайянский государственный и политический деятель, премьер-министр и президент Гайаны.
- 1930
  - Афанасий Кочетков (ум. 2004), актёр театра и кино, народный артист РСФСР.
  - Орнетт Коулман (ум. 2015), американский джазовый саксофонист и композитор.
- 1931
  - Леон Фебрес-Кордеро Рибаденейра (ум. 2008), эквадорский политический деятель, президент Эквадора (1984—1988).
  - Масахиро Синода (ум. 2025), японский кинорежиссёр.
- 1933 — Анатолий Кремер (ум. 2015), заслуженный работник культуры РСФСР, советский и российский композитор и дирижёр.

- 1934

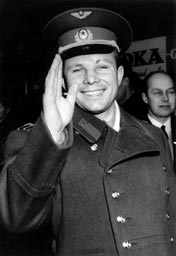
Юрий Гагарин

  - Михай Волонтир (ум. 2015), советский и молдавский актёр театра и кино, народный артист СССР.
  - Юрий Гагарин (погиб в 1968), первый космонавт Земли, Герой Советского Союза.
- 1935 — Эндрю Витерби, американский инженер и бизнесмен, сооснователь Qualcomm и разработчик алгоритма Витерби.
- 1937
  - Юрий Богомолов (ум. 2023), советский и российский киновед, кинокритик, телекритик. Кандидат искусствоведения (1976).
  - Бернар Ландри (ум. 2018), канадский политик, бывший премьер-министр Квебека.
- 1939 — Бенджамин Цандер, американский дирижёр.
- 1940
  - Лариса Голубкина (ум. 2025), актриса, народная артистка РСФСР.
  - Рауль Хулия (ум. 1994), американский киноактёр.
  - Светлана Кармалита (ум. 2017), советский и российский киносценарист, супруга и соавтор режиссёра Алексея Германа.
- 1941 — Эрнесто Миранда (ум. 1976), американский преступник, судебное дело против которого привело к возникновению новой юридической нормы, известной как Правило Миранды.
- 1943 — Роберт Фишер (ум. 2008), американский шахматист, 11-й чемпион мира.
- 1945 — Деннис Рейдер, американский серийный убийца.
- 1946
  - Александра Бастедо (ум. 2014), британская актриса, писательница. Секс-символ 1970-х годов.
  - Бернд Хёльценбайн (ум. 2024), немецкий футболист, полузащитник. Чемпион мира 1974 года.
- 1948 — Эмма Бонино, итальянский государственный и политический деятель. Министр иностранных дел Италии.
- 1951
  - Майкл Кинсли, американский политический журналист, телевизионный комментатор.
  - Хелен Зилле, южноафриканская журналистка и политик, премьер Западно-Капской провинции, бывший мэр города Кейптаун.
- 1952 — Ульяна Семёнова, советская баскетболистка, двукратная олимпийская чемпионка, трёхкратная чемпионка мира, одна из самых высоких женщин СССР.
- 1954
  - Карлос Гон, французский менеджер, бывший президент и генеральный директор компаний Renault и Nissan.
  - Бобби Сэндс (ум. 1981), ирландский активист, член Временной Ирландской республиканской армии и депутат Парламента Великобритании, зачинщик Ирландской голодовки 1981 года, умерший в её процессе.
- 1955
  - Пат Мёрфи, американская писательница-фантаст.
  - Орнелла Мути, итальянская киноактриса.
- 1956 — Шаши Тхарур[англ.], индийский политик, министр иностранных дел Индии, министр развития человеческих ресурсов, заместитель Генерального секретаря ООН.
- 1957 — Марк Манчина, американский композитор, автор саундтреков для голливудских картин.
- 1958 — Линда Фиорентино, американская киноактриса (фильмы «Люди в чёрном», «Догма» и др.).
- 1959 — Такааки Кадзита, японский физик. Лауреат Нобелевской премии по физике 2015 года.
- 1960 — Данияр Усенов, киргизский государственный и политический деятель, 14-й премьер-министр Киргизской Республики с 21 октября 2009 по 7 апреля 2010 года.
- 1961 — Олег Нестеров, российский музыкант, поэт, певец и композитор, продюсер, телеведущий, писатель. Лидер группы «Мегаполис».
- 1964
  - Жюльет Бинош, французская киноактриса, обладательница премий «Оскар» и «Сезар».
  - Валери Лемерсье, французская киноактриса и певица, обладательница премии «Сезар».
- 1968 — Юрий Джоркаефф, французский футболист, чемпион мира и Европы.
- 1970 — Шеннон Лето, американский рок-музыкант.
- 1975 — Хуан Себастьян Верон, аргентинский футболист.
- 1977 — Венсан Дефран, французский биатлонист, олимпийский чемпион (2006), двукратный чемпион мира.
- 1979 — Оскар Айзек, американский актер.
- 1981 — Рустам Асельдеров (известный также как Абу Мухаммад Кадарский; ум. 2016), российский террорист-исламист, амир Вилаята Дагестан (ИК, 2015—2016), 1-й амир Вилаята Кавказ (ИГ, 2012—2014).
- 1982 — Мирьяна Лучич-Барони, хорватская теннисистка.
- 1983 — Карина Разумовская, российская актриса театра и кино.
- 1984 — Джулия Манкусо, американская горнолыжница, олимпийская чемпионка (2006), многократный призёр чемпионатов мира.
- 1985
  - Алекс Бауман, швейцарский бобслеист, олимпийский чемпион (2014).
  - Noize MC (наст. имя Иван Алексеев), российский рэп-рок-исполнитель
  - Наталия Медведева, российская актриса и телеведущая.
  - Пастор Мальдонадо, венесуэльский автогонщик, пилот «Формулы-1».
- 1986 — Бриттани Сноу, американская актриса кино и телевидения.
- 1990 — Дейли Блинд, нидерландский футболист, защитник, полузащитник.
- 1993
  - Стефано Стураро, итальянский футболист, полузащитник.
  - Suga (наст. имя Мин Юн Ги), рэпер, k-pop исполнитель, участник группы BTS.
- 1994 — Морган Райлли, канадский хоккеист, чемпион мира (2016).
- 1995 — Сьерра Рамирес, американская актриса и певица.

### XXI век
- 2001 — Чон Соми, корейская к-поп исполнительница.

## Скончались
См. также: Категория:Умершие 9 марта

### До XIX века
- 886 — Альбумасар (р. 787), персидский математик, астроном и астролог.
- 1588 — Помпоний Амальтео (р. 1505), итальянский живописец.
- 1661 — Джулио Мазарини (р. 1602), церковный и политический деятель и первый министр Франции (1643—1651, 1653—1661).

### XIX век
- 1822 — Эдвард Дэниэл Кларк (р. 1769), английский путешественник и писатель.
- 1836 — Антуан Дестют де Траси (р. 1754), французский философ, политик и экономист.
- 1840 — Пьер-Антуан Дюпон де л’Этан (р. 1765) французский дивизионный генерал.
- 1847 — Мэри Эннинг (р. 1799), британский палеонтолог-любитель, собирательница окаменелостей, автор ряда открытий.
- 1851 — Ханс Кристиан Эрстед (р. 1777), датский учёный-физик, исследователь явлений электромагнетизма.
- 1888 — Вильгельм I (р. 1797), германский император, король Пруссии.
- 1879 — князь Александр Барятинский (р. 1815), российский военный и государственный деятель, генерал-фельдмаршал, генерал-адъютант.
- 1895 — Леопольд фон Захер-Мазох (р. 1836), австрийский писатель.

### XX век
- 1903 — граф Александр Бобринский (р. 1823), русский генеалог, обер-гофмейстер.
- 1913 — Христоф Эберхард Нестле (р. 1851), немецкий протестантский богослов, лингвист и педагог[9].
- 1917 — Фёдор Фидлер (р. 1859), российский поэт и переводчик.
- 1918 — Франк Ведекинд (р. 1864), немецкий писатель.
- 1942 — Ллойд Уолтон Паттерсон (р. 1910), американский и советский художник, дизайнер и диктор на радио. Отец Джеймса Паттерсона.
- 1944 — Николай Кузнецов (р. 1911), советский разведчик, партизан, Герой Советского Союза.
- 1944 - Конякин Александр Федорович (р.1915), капитан РККА, Герой Советского Союза
- 1946 — Вильям Вайн Приор (р. 1876), военный деятель Дании, верховный главнокомандующий в период с 1939 по 1941 гг.
- 1949 — Чарльз Беннетт (р. 1870), британский легкоатлет, двукратный олимпийский чемпион (1900).
- 1952 — Александра Коллонтай (р. 1872), российская революционерка, советский государственный деятель и дипломат, чрезвычайный и полномочный посол СССР.
- 1954 — Вагн Экман (р. 1874), шведский океанограф, основатель современной океанографии.
- 1955 — Мэтью Александр Хенсон (р. 1866), американский полярный путешественник.
- 1965 — Казис Борута (р. 1905), литовский писатель.
- 1967 — Лев Никулин (настоящее имя Лев Владимирович Ольконицкий; р. 1891), советский писатель, лауреат Сталинской премии.
- 1974 — Эрл Сазерленд (р. 1915), американский физиолог, лауреат Нобелевской премии (1971).
- 1975 — Луиза Отто (р. 1896), немецкая пловчиха, призёр летних Олимпийских игр 1912 года.
- 1980
  - Николай Боголюбов (р. 1899), актёр («Семеро смелых», «Ленин в 1918 году», «Парень из нашего города»).
  - Ольга Чехова (урожд. Книппер; р. 1897), русская и немецкая актриса, государственная актриса нацистской Германии.
- 1982 — Леонид Утёсов (р. 1895), советский эстрадный артист, певец, актёр, народный артист СССР.
- 1983 — Ульф фон Эйлер (р. 1905), шведский физиолог и фармаколог, нобелевский лауреат по физиологии и медицине (1970).
- 1989 — Роберт Мэпплторп (р. 1946), американский фотохудожник.
- 1992 — Менахем Бегин (р. 1913), израильский политический деятель, лауреат Нобелевской премии мира (1978, совм. с президентом Египта Саддатом).
- 1993 — Сирил Норткот Паркинсон (р. 1909), английский историк, автор знаменитого закона.
- 1994 — Чарльз Буковски (р. 1920), американский поэт и писатель.
- 1997 — убит The Notorious B.I.G. (р. 1972), американский рэпер, актёр и основатель рэп-группы Junior M.A.F.I.A..
- 2000 — погиб Артём Боровик (р. 1960), журналист, президент холдинга «Совершенно секретно».

### XXI век
- 2003 — Дзидра Ритенберга (р. 1928), советская и латвийская актриса театра и кино, кинорежиссёр.
- 2010 — Лайонел Кокс (р. 1930), австралийский трековый велогонщик, олимпийский чемпион (1952).
- 2015
  - Отар Коберидзе (р. 1924), советский актёр, народный артист Грузинской ССР, кинорежиссёр и сценарист.
  - Иван Тараканов (р. 1928), советский и российский учёный в области удмуртской и финно-угорской филологии и литературы.
- 2017 — Говард Ходжкин (р. 1932), британский живописец.
- 2019 — Владимир Этуш (р. 1922), советский и российский актёр театра и кино, педагог, народный артист СССР.
- 2024 — Николай Дураков (р. 1934), советский хоккеист с мячом, нападающий и полузащитник. Семикратный чемпион мира по хоккею с мячом. По опросу журналистов газеты «Советский спорт» был признан лучшим хоккеистом страны XX века (2000). Заслуженный мастер спорта СССР (1963).
- 2025
  - Ричард Мактаггарт (р. 1935), британский боксёр, далее тренер; чемпион летних Олимпийских игр (1956), чемпион Европы, Игр Содружества наций.
  - Акинори Накаяма (р. 1943), японский гимнаст, шестикратный олимпийский чемпион (1968 и 1972), семикратный чемпион мира, вице-президент Японской Ассоциации гимнастики.

## Народный календарь, приметы и фольклор Руси
Обретение, Иванов день, Ивана Предтечи (для невисокосных лет).
- Возвращаются из тёплых краёв перелётные птицы, а увидеть жаворонка или аиста в этот день — к счастью.
- В старину женщины не стирали бельё, дабы птицы не улетели обратно.
- На Руси поговаривали: «На Обретение птицы возвращаются в гнездо, дети к хлебу, а муж к жене и работе».
- Если «рога» у Луны крутые и яркие, значит быть морозу.
- Коли дятел стучит в марте, то весна будет поздней[10].
- Своевременное возвращение птиц сулит добрый урожай хлеба.
- Если птицы вьют гнезда на солнечной стороне домов, значит лету быть холодным[11].